# Эммануэль (фильм, 2024)
«Эммануэль» (фр. Emmanuelle) — французская англоязычная эротическая драма 2024 года режиссёра Одри Диван с Ноэми Мерлан в главной роли, экранизация одноимённого эротического романа Эммануэль Арсан. Стала перезапуском и 12-м фильмом франшизы, получила невысокие оценки критиков.

## Сюжет
Главная героиня фильма — Эммануэль, бизнес-леди и инспектор качества элитных отелей. Она приезжает в Гонконг для оценки местного люксового отеля, а в действительности — чтобы найти вескую причину для увольнения управляющего. Параллельно с работой Эммануэль ищет сексуальные приключения. Она ищет новые наслаждения вместе с таинственным клиентом Кеем, в которого влюблена.

## В ролях
- Ноэми Мерлан — Эммануэль
- Наоми Уоттс — Марго
- Уилл Шарп — Кей
- Джейми Кэмпбелл Бауэр — сэр Джон
- Кэрол Франк — мать Эммануэль

## Производство и релиз
Проект был анонсирован в мае 2022 года на Каннском кинофестивале. Режиссёром стала француженка Одри Диван, награждённая в 2021 году «Золотым львом» за фильм «Событие». Для неё «Эммануэль» стала третьей полнометражной картиной и первой англоязычной. Сценарий написала сама Диван совместно с Ребеккой Злотовски. Права на экранизацию романа Арсан купила компания Chantelouve, которая занималась производством. Продюсерами стали Марион Делор и Реджинальд де Гийбон. На главную роль планировалось взять Леа Сейду, но в итоге была утверждена Ноэми Мерлан.
18 мая 2022 года компании Wild Bunch International и CAA Media Finance представили проект покупателям в Каннах на эксклюзивной презентации. Съёмки начались в Гонконге в октябре 2023 года. В декабре того же года стало известно, что в актёрском составе фильма значится Наоми Уоттс.
Премьера фильма состоялась 20 сентября 2024 года на кинофестивале в Сан-Себастьяне. 25 сентября «Эммануэль» вышла во французский театральный прокат.

## Оценки
Фильм получил в целом невысокие оценки критиков. На сайте-агрегаторе рецензий Rotten Tomatoes его рейтинг составил всего 17 % при средней оценке 4,8 из 10. Консенсус сайта гласит: «Горько разочаровывает, учитывая задействованный талант, этот современный взгляд на „Эммануэль“ — эротическая одиссея без изюминки».
Обозреватель Variety Гай Лодж отметил слабый сюжет фильма в целом и его диалоги, которые «не звучат ни убедительно, ни как хитроумная пародия на сценарии для „мягкого“ порно», а также неубедительную актёрскую игру. По словам Зинаиды Пронченко («Коммерсантъ»), «к сожалению, помимо старательно выверенной хореографии интима новая серия похождений легендарной эмансипе буквально кишит феминистскими речовками, неизобретательно разбавленными другими волнующими левый электорат лозунгами».